# Lovecraftesque
Lovecraftesque è un gioco di ruolo indie di Joshua Fox e Becky Annison, originariamente pubblicato dalla Black Armada e pubblicato in Italia da Narrattiva nel 2018.
Lovecraftesque è un gioco di narrazione, masterless, ispirato ai racconti di H. P. Lovecraft.  Adatto a partite one-shot (monosessione) della durata di 3~4 ore.

## Ambientazione
I giocatori creeranno cooperativamente la storia di un testimone in balia di strani, terrificanti eventi. Il gioco aiuta a creare un mistero che si sviluppa e dipana lentamente, culminando in una scena finale d'orrore. Le regole sono state progettate per recuperare lo spirito primigenio del materiale letterario originale delle opere di H.P. Lovecraft.

## Regolamento
Il gioco presenta solo tre tipologie di ruoli: un Testimone, un Narratore, mentre gli altri giocatori saranno gli Osservatori. Questi ruoli continueranno a ruotare a ogni scena, così che ciascuno avrà modo di impersonarli tutti, più volte nel corso della partita.
Il Testimone è il solitario protagonista della vicenda, chi lo controlla e impersona descrive le azioni del personaggio e dà voce ai suoi pensieri e monologhi interiori. Il Narratore si occupa di impostare la scena, descrive l’ambiente nel quale si muove il Testimone, da forma all'orrore e ha il dovere di presentare nella scena un elemento strano, inquietante, sul quale la scena fa perno, generando domande e quesiti. 
Spetta agli Osservatori arricchire le scene del Narratore con dettagli di atmosfera e impersonare personaggi non giocanti (NPG).
Il gioco è diviso in tre parti, che avanzeranno inesorabilmente verso l’orrore. Ogni parte è composta da più scene, costruite dal narratore, che si chiuderanno quando il testimone avrà scoperto un particolare indizio.
Già al termine della prima scena, ciascun giocatore, segretamente, si annota le proprie Conclusioni, quella che ritiene sia la spiegazione delle stranezze che stanno accadendo. Questo processo verrà ripetuto per ogni scena, collegando tutti gli elementi uno ad uno. Succederà così che, a partire dagli stessi indizi, i giocatori daranno spiegazioni completamente diverse e avranno dunque teorie differenti di quello che sta accadendo. 
Ognuno si muoverà quindi sulla base delle proprie teorie e il Narratore, al proprio turno, descriverà gli eventi seguendo la propria idea e "tirando acqua al proprio mulino".
Qualche volta capita, che vengano introdotti elementi incompatibili con la propria ipotesi. Alla fine della scena, dunque, il giocatore dovrà modificare le proprie Conclusioni riorganizzandole in modo che siano di nuovo in accordo con tutto ciò che si è visto fino a quel momento.

## Curiosità
La prima tiratura italiana del gioco presenta una versione del manuale chiamata Ghostlight, con incluso una luce wood per rivelare immagini, scritte nascoste nelle pagine del manuale.

## Riconoscimenti
Vincitore del Gioco di Ruolo dell’Anno 2018.